# Белоглазая чайка
Белогла́зая ча́йка, или красноморская чайка (лат. Ichthyaetus leucophthalmus), — вид птиц из рода Ichthyaetus семейства чайковых (Laridae). Относительно небольшая область распространения ограничена Красным морем и Аденским заливом, где вид гнездится на прибрежных островах.

## Описание

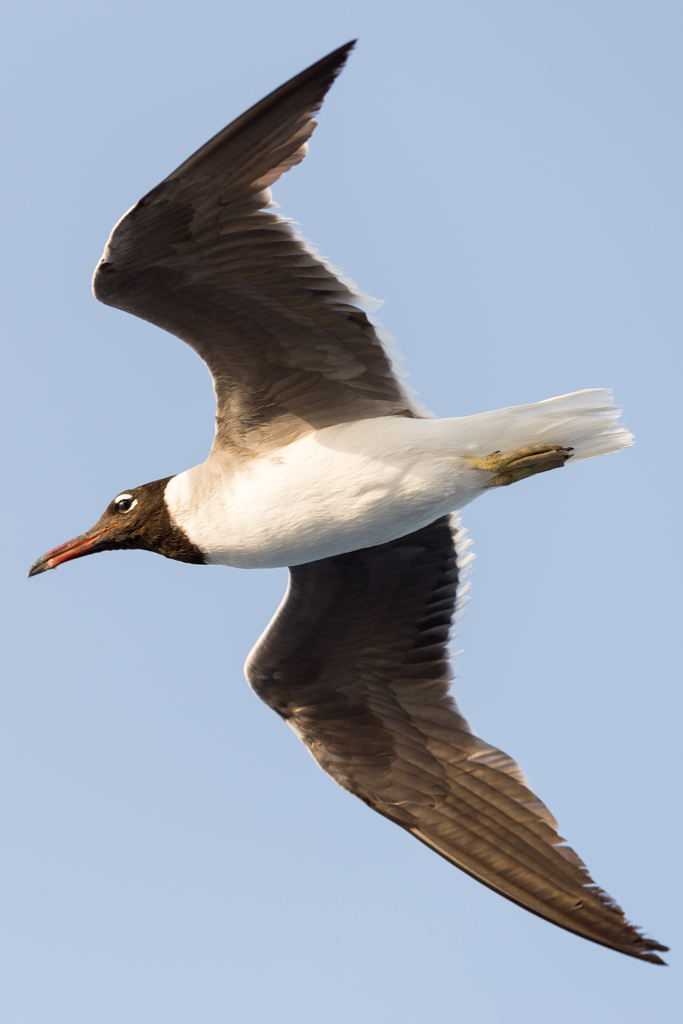
Белоглазая (красноморская) чайка

Белоглазые чайки — это стройные чайки средней величины. Длина тела 39—43 см, размах крыльев 100—109 см. Этот вид примерно того же размера, что и сизая чайка. В брачном наряде голова, шея чёрные, над и под глазами находится широкий белый полумесяц. Грудь и плечи светло-серые, спина и верхние кроющие более тёмного серого цвета, остальное туловище и хвост белые. Крылья серые у основания и чёрные в остальном. Длинный и тонкий клюв двухцветный с красным основанием и чёрной вершиной. Радужины тёмные, ноги светлые зеленовато-жёлтые.

## Распространение
Относительно небольшая область распространения ограничена побережьем Красного моря и Аденского залива. Вне гнездового периода белоглазых чаек можно встретить также в заливе Акаба и в открытом море. Птиц наблюдали также в Турции, на израильском побережье Средиземного моря, в Объединенных Арабских Эмиратах, в Омане и в Иране.

## Образ жизни
Белоглазые чайки ищут корм преимущественно на побережье моря, несколько египетских популяций используют также в качестве источника питания мусорные свалки. Питание состоит из рыбы, ракообразных, моллюсков, кольчатых червей и отбросов. Вид гнездится на прибрежных, пологих островах в свободных колониях рядом с пляжем. Гнёзда находятся на свободной от растительности, скалистой местности или на открытых песчаных участках. Гнездо — это выемка на земле, окружённая небольшим количеством материала.